# 김하은 (아나운서)
김하은(1993년 3월 4일 ~ )은 대한민국의 아나운서이다.

## 학력
- 이화여자대학교 중어중문학과, 언론정보학과

## 방송
- 2020년 4월 ~ 2022년 2월, 2025년 7월 ~ 현재 : JTBC 사건반장
- 2021년 3월 ~ 2022년 2월 : JTBC 이 시각 뉴스룸
- 2022년 2월 ~ 2022년 11월 : JTBC 뉴스 아침&
- 2022년 11월 ~ 2023년 12월 : 상암동 클라스
- 2023년 12월 ~ 2024년 2월 : JTBC 스포츠뉴스

## 드라마
- 2024년: JTBC 닥터 슬럼프 - 뉴스 속보 역 (1회, 특별출연)